# Tom Scheffel
Tom Scheffel (Chemnitz, 1994. szeptember 20. –) német labdarúgó, aki jelenleg a Chemnitzer FC játékosa.

## Pályafutása
Chemnitz városában született és a helyi klubokban szerepelt. Miután a Chemnitzer FC csapatához került megfordult a tartalék csapatbna, majd 2013-tól az első csapat tagja lett. Augusztus 17-én debütált a felnőttek között a 3. ligában az SSV Jahn Regensburg ellen.

## Statisztika
2015. április 17. szerint.
| Klub               | Szezon             | Bajnokság | Bajnokság | Kupa  | Kupa  | Európa | Európa | Összesen | Összesen |
| Klub               | Szezon             | Mérk.     | Gólok     | Mérk. | Gólok | Mérk.  | Gólok  | Mérk.    | Gólok    |
| ------------------ | ------------------ | --------- | --------- | ----- | ----- | ------ | ------ | -------- | -------- |
| Chemnitzer FC      | 2013–14            | 16        | 10        | 0     | 0     | —      | —      | 16       | 1        |
| Chemnitzer FC      | 2014–15            | 21        | 1         | 0     | 0     | —      | —      | 21       | 1        |
| Chemnitzer FC      | Összesen           | 37        | 2         | 0     | 0     | 0      | 0      | 37       | 2        |
| Karrierje összesen | Karrierje összesen | 37        | 2         | 0     | 0     | 0      | 0      | 37       | 2        |